# ألسويرث مانويل
ألسويرث مانويل (بالهولندية: Ellsworth Manuel)‏ هو منافس ألعاب قوى هولندي، ولد في 27 نوفمبر 1968.

## وصلات خارجية
- ألسويرث مانويل على موقع الاتحاد الدولي لألعاب القوى (الإنجليزية)
- ألسويرث مانويل على موقع أوليمبيديا (الإنجليزية)